# Igor Jakubowski
Igor Paweł Jakubowski (Żory, 6 de agosto de 1992) es un deportista polaco que compite en boxeo. Ganó una medalla de plata en el Campeonato Europeo de Boxeo Aficionado de 2015, en el peso pesado.
En noviembre de 2018 disputó su primera pelea como profesional. En su carrera profesional tuvo en total 5 combates, con un registro de 3 victorias y 2 derrotas.

## Palmarés internacional
| Campeonato Europeo | Campeonato Europeo | Campeonato Europeo | Campeonato Europeo |
| Año                | Lugar              | Medalla            | Categoría          |
| ------------------ | ------------------ | ------------------ | ------------------ |
| 2015               | Samokov (Bulgaria) | Medalla de plata   | 91 kg              |